# Glomeridesmus spelaeus
Glomeridesmus spelaeus – gatunek dwuparca z rzędu Glomeridesmida i rodziny Glomeridesmidae.
Gatunek ten opisany został w 2012 przez Luisa Iniestę i Thomasa Wesenera na podstawie 30 okazów.
Samce osiągają długość do 7,2 mm i szerokość do 2,1 mm, zaś samice długość do 8,6 mm i szerokość do 2,3 mm. Ubarwienie ciała jest przejrzyście białe. Nasady czułków i nieco od nich większe narządy Tömösváry’ego otoczone są zesklerotyzowaną krawędzią. Gnathochilarium cechują bardzo małe kotwiczki i bardzo szeroka gula. Collum jest szersze od głowy i nie wyróżnia się od pozostałych segmentów tułowia. Tergity tułowia mają po 8–10 podłużnych rowków i pojedyncze rządki gałeczkowatych struktur na tylnych brzegach, wyposażone w szczecinki mechanoreceptorowe. Na powierzchni tergitów występują pola krótkich, rzadkich szczecinek. Odnóża są smukłe i wydłużone, ale ostatnia ich para złożona jest z koksosternitu i tylko 3 kolejnych członów. Samice mają na tylnych krawędziach bioder drugiej pary odnóży wyraźne pokładełka. U samców gonopory na biodrach drugiej pary odnóży mają pod dwie zesklerotyzowane płytki. Telopody samców mają pokryty wewnętrznymi kolcami synkoksyt i 4 człony, z których trzeci służy jako palec nieruchomy, a ostatni jako palec ruchomy aparatu chwytnego.
Wij ten jest jednym z dwóch troglobiontycznych przedstawicieli rzędu. Znany jest wyłącznie z brazylijskiego stanu Pará, gdzie zasiedla kompleks jaskiń w gminie Curionópolis. W sumie znaleziono go w wewnętrznych częściach sześciu jaskiń o głębokości od 21,5 do 49 metrów, połączonych drobnymi kanalikami. Najliczniejsza populacja występuje w jaskini o głębokości 25,5 m, gdzie spotykane były zarówno w porze deszczowej jak i suchej. Pozostałe jaskinie mają mniej stabilne warunki atmosferyczne i dwuparce te pojawiają się w nich tylko w porze deszczowej. Wije te chętnie zakupują się w guanie nietoperzy i prawdopodobnie żerują na osadzie jaskiniowym.
W formacji, w której znajdują się zasiedlane przez ten gatunek jaskinie prowadzone jest wydobycie rudy żelaza, które obecnie pośrednio, a w przyszłości bezpośrednio zagrozić może jego przetrwaniu.